# Dubai Desert Conservation Reserve
Dubai Desert Conservation Reserve, RCDD, (în română: Rezervația de conservare a deșertului Dubai) este o rezervație naturală de 225-kilometru-pătrat (87 mi2) în emiratul Dubai din Emiratele Arabe Unite. A fost înființată prin decretul Emiri la 9 ianuarie 2002 și cuprinde aproximativ 5% din suprafața totală a Dubaiului.
Acesta găzduiește Al Maha Desert Resort and Spa.